# Evangelistic Assemblies of God Tanzania
Die Evangelistic Assemblies of God Tanzania (EAGT) ist eine Freikirche in Tansania mit charismatischer Prägung.
Zur EAGT gehören etwa 2800 Pastoren. Sie gehört zu den größten Freikirchen in Tansania und ist auch in ländlichen Gebieten stark verbreitet.

## Geschichte
Die EAGT Gemeinde verbreitete sich aufgrund der Tätigkeit von Reisepredigern, die oft unter schwierigen Bedingungen zu Fuß das Land durchreisten und neue Kirchen gründeten.

## Struktur
- Erzbischof
- Zonenbischof
- Regionsbischof
- Diskriktbeauftragter
- Pastoren
- Gemeindeälteste und Diakone

Jeder Bischof hat einen Assistenten, einen Sekretär und einen Schatzmeister. 

## Einrichtungen
Die EAGT unterhält 6 Bibelschulen (2 davon in Dodoma). Außerdem gibt es seit 2010 eine Dispensary (Ambulanz) der EAGT in Singida.